# Enskede IK
Enskede IK är en fotbollsklubb från Enskede i södra Stockholm, bildad 1914. I dag är den en av Sveriges största klubbar sett till lag och träningsgrupper samt antal aktiva, drygt 2 000 år 2018. Enskede IK har tidigare bedrivit bandy, handboll och ishockey men är i dag en ren fotbollsklubb. Klubbens hemmaplan är Enskede IP.
Enskede IK fick år 2016 av Svenska Fotbollförbundet utmärkelsen "Årets barn- och ungdomsförening i svensk fotboll" tack vare sitt genomgripande arbete med Enskedemodellen, en modell som utan tidig selektering ska skapa bästa möjliga förutsättningar för varje individ att uppnå sin fulla potential som fotbollsspelare.[källa behövs]
2017 åkte herrlaget ur Division 1 och spelar 2022 i Division 2 Södra Svealand. Enskedes damlag spelar i Division 1 Södra Svealand.
Föreningens ordförande var åren 1989–2005 den svenske politikern Malte Bingåker.
Bland klubbens tidigare spelare finns bland andra Diamantbollenvinnaren Magdalena Eriksson Och Pelle Gustavson.

## Spelare

### Spelartrupp (herrar)
| Nr | Land    | Pos | Namn                    |
| -- | ------- | --- | ----------------------- |
| -  | Sverige | MV  | Karl Netzell            |
| -  | Sverige | MV  | Philip Eklund           |
| -  | Sverige | MV  | William Brännerud       |
| -  | Sverige | F   | Edon Shabanaj           |
| -  | Sverige | F   | Emil Tibblin            |
| -  | Sverige | F   | Emmanuel Madubuike      |
| -  | Sverige | F   | Jacob Wanselius         |
| -  | Sverige | F   | Joel Lundgren           |
| -  | Sverige | F   | Max Schulz Slotte       |
| -  | Sverige | F   | Melker Eriksson         |
| -  | Sverige | F   | Philip Persson Lundgren |
| -  | Sverige | MF  | Amar Eminovic           |
| -  | Sverige | MF  | Aziz Ada                |
| -  | Sverige | MF  | Eddie Karlsson          |
| -  | Sverige | MF  | Gabriel Bergman         |

| Nr | Land    | Pos | Namn                    |
| -- | ------- | --- | ----------------------- |
| -  | Sverige | MF  | Gabriel Fromell Norberg |
| -  | Sverige | MF  | Isak Ziedorn            |
| -  | Sverige | MF  | Jakob Strandsäter       |
| -  | Sverige | MF  | Jakub Kolarczyk         |
| -  | Sverige | MF  | Mattias Nyberg          |
| -  | Sverige | MF  | Oliver Young Shing      |
| -  | Sverige | MF  | Pelle Cederblad         |
| -  | Sverige | MF  | Tekin Olgun             |
| -  | Sverige | MF  | Tobias Enhörning        |
| -  | Sverige | A   | Bilal Mohammed          |
| -  | Sverige | A   | Bouba Bauzelle Bangus   |
| -  | Sverige | A   | Eminn Ghozzi            |
| -  | Sverige | A   | Joel Embring            |
| -  | Sverige | A   | Jonathan Skoglund       |
| -  | Sverige | A   | Simon Nildén            |

### Spelare med förflutet med i klubben
- Magdalena Eriksson, Diamantbollenvinnare 2020
- Matte Werner, allsvensk skyttekung 1979
- Matilda Vinberg
- Mia Jalkerud
- Björn Runström
- Aimar Sher
- Oliver Dovin
- Oscar Krusnell
- Olof Guterstam, f.d svensk herrlandslagsspelare
- Sebastian Karlsson Grach
- Benny Lekström
- Noah Sonko Sundberg
- Anton Saletros
- Kenny Pavey
- Daniel Örlund